# ラジルギ2
『ラジルギ2』は、RS34が開発しBEEP（三月うさぎの森）より2024年3月28日に発売されたゲームソフト。対応プラットフォームはNintendo Switch、PlayStation 5、PlayStation 4。
『ラジルギ』シリーズの1作である本作は、守草シズルが村雨に乗って敵機を倒していく内容であり、画面構成は直近の作品である『ラジルギスワッグ』に近い。また、本作には初代『ラジルギ』も同時収録されている。

## あらすじ
守草シズルは、『ラジルギ』で起きた事件によって親友の相田タダヨともども学校を退学になってしまい、なかなか連絡が取れなくなってしまう。もどかしい思いをしていた矢先、椎名ムフウと名乗る謎の人物と出会い、もう乗るまいと思っていた端末スーツにまた乗る羽目になってしまう。一方廃駅に移り住んだタダヨはバイトにいそしむ中で子犬を拾い、ヤバンチと名付ける。ある日、彼女はヤバンチの散歩中に騒ぎを起こしてしまう。

## 制作
| 名前         | 演者          |
| ------------ | ------------- |
| 守草シズル   | 藤田侑花      |
| 椎名ムフウ   | るなっち☆ほし |
| 相田タダヨ   | 若杉玲花      |
| ナレーション | 堀川かえで    |

キャストは2022年9月に開催されたオーディションにて選出された。
本作のシステムは『ラジルギスワッグ』と差をつけるため、『カラス』といった姉妹作のエッセンスを取り入れたようなものとなっている。

## 評価

### 発売前バージョンに対する評価
4Gamer.netの早苗月 ハンバーグ食べ男は、TGS2022でプレイアブル出展されたバージョンについて、出展用のデモ版である都合上敵弾が極めて少ないため、RS34作品に多い「積極的に敵弾を消していく」というシステムが採用されるかどうかわからなかったが、短いながらもRS34らしさがよく伝わったと述べている。